# 신시아 로즈록
신시아 로즈록(Cynthia Rothrock, 1957년 3월 8일 ~ )는 미국의 배우, 태권도 선수, 영화배우이다.
델라웨어주 윌밍턴에서 태어났다. [델라웨어주]] 윌밍턴에서 태어났다.

## 영화
- 더 마셜 아트 키드 (2015년)
- 외인부대: 암살자들 (2014년)
- 배대스 쇼다운 (2013년) - 아이비 역
- 드래곤 파이어 (2003년)
- 네버 세이 다이 (2001년)
- 타이거 클로스 3 (2000년) - 린다 매스터슨 역
- 타이거 클로스 2 (1997년) - 매스터슨 역
- 나이트 비젼 (1997년)
- 해저드 마을의 듀크 가족 - 재결합 (1997년)
- 아이 포 아이 (1996년)
- 아메리칸 타이거 (1996년)
- 체크메이트 (1996년)
- 예스 마담 7 - 위정추종 (1995년)
- 가디언 엔젤 (1994년) - 크리스틴 맥케이 역
- 패스트 겟어웨이 2 (1994년)
- 언디피터블 (1993년)
- 화이트 코브라 (1993년)
- 레이디 드래곤 2 (1993년)
- 분노의 집행자 2 (1993년) - 크리스 역
- 종횡천하 (1992년)
- 분노의 집행자 (1992년) - 크리스 역
- 레이디 드래곤 (1992년)
- 타이거 클로스 (1991년)
- 패스트 겟어웨이 (1991년)
- 액션 진기명기 (1990년) - 본인 역
- 동방풍운 (1990년)
- 차이나 여걸 2 (1990년)
- 차이나 여걸 (1990년)
- 사저대세 (1989년)
- 묘탐쌍웅 (1989년)
- 땡큐 마담 (1988년)
- 마비취 (1987년)
- 나부락의 LA 대결전 (1987년)
- 예스 마담 5 - 중간인 (1987년)
- 집법선봉 (1987년)
- 특명 어벤저 2 (1987년)
- 부귀열차 (1986년)
- 예스 마담 - 황가사저 (1985년)